# Nova International
Nova International ist eine 1998 gegründete deutsche Pop-Band aus Augsburg.

## Bandgeschichte

### Anfänge
Alles begann mit dem Zusammentreffen von Sänger und Gitarrist Michael Kamm mit seinen zukünftigen Kollegen Michael Dannhauer (Gitarre), Markus Galli (Bass) und Kris Steininger (Schlagzeug) 1998, die sich nach anfänglichen Jamsessions schnell mit dem Komponieren eigener Songs versuchten. Der erste Kontakt mit der professionellen Musikszene eröffnete sich noch im selben Jahr, als sie in Augsburg den Newcomer-Contest Band des Jahres gewannen und sich so die Aufmerksamkeit von Mario Thaler, der unter anderem Bands wie The Notwist produziert hatte, verdienten. Die Kollaboration fruchtete jedoch nicht, trotzdem brachten es die vier zu einer ersten Veröffentlichung: Die EP Star erschien mit einer Auflage von nur 500 CDs, verkaufte sich allerdings in kürzester Zeit.
Die zweite Platte mit dem Namen 2 folgte und hatte ebenfalls Erfolg, so dass nach den ersten Einladungen zu Festivals (u. a. Rock am Ring/Rock im Park) die Gruppe auch als Vorband mit Liquido tourte, bevor sie endlich alleine quer durch Deutschland starten durfte. Mit der ständig wachsenden Popularität hatten Nova International trotzdem noch kein vollständiges Album veröffentlicht, und so wuchs auch die Anzahl interessierter Plattenfirmen, die sie in weitaus größerem Maße publizieren wollten.

### Erstes Album, NI Records und endgültiger Durchbruch
Zunächst kam jedoch Ende 2002 erst noch die EP Kill Your Stereo beim Majorlabel BMG auf den Markt, auf der neben Pop auch Akustikgitarren und unterstützende Begleitung aus dem Computer zu hören sind. Phil Vinall (Placebo) wollte jetzt mit der Band arbeiten, die bei BMG kündigte und ein halbes Jahr nach der EP unter Vinalls Produktion den ersten Longplayer Nova International herausbrachte. Der wurde zwar zu großen Teilen eine Compilation der EPs, zeigte dennoch Neues und wurde auch im Nachhinein als Erstling der erst später zu größerem Ruhm gelangten Band von Fans nachgekauft und gelobt.
MTV2 POP wählte 2003 eine gekürzte Version von Star als Intro für die deutsche Fassung des Animes Inuyasha aus.
Mit dem alten und dem neuen Stoff ging es sofort auf die lange Deutschland-Tour, die auf gute Resonanz stieß und innerhalb der Fans den Ruf nach Nachschub weckte. In der Band stieg das Selbstbewusstsein und die Arbeitswut: Sie begannen sofort mit den Arbeiten an dem zweiten Album, wieder mit Vinalls Unterstützung. Doch in dem Bestreben, sich völlig unabhängig von kreativer Kontrolle zu machen, ließen sie ihn als Mixer, nicht als Produzenten arbeiten, und gründeten ihr eigenes Label: NI Records.
Nach dem Tüfteln bis Mitte 2005 erschien das Album One And One Is One schließlich im Oktober gleichen Jahres. Einen weiteren Popularitätsschub brachten auch die Auskopplungen des Albums auf Video ein: Falling In, Bored (auch auf MTV zu sehen) wie auch The Summer We Had entstanden allesamt unter Regie der Interpreten kurz nach dem Album.

### Aktuell
Seit 2007 befinden sich Nova International in „Babypause“. Weitere Informationen sind nicht bekannt. 2010 nahm die Band zusammen mit Lauren Talbot (ehemalige DSDS-Teilnehmerin) den Song Me Myself and My Piano für einen Werbespot des Schweizer Detailhändlers Coop auf, welcher kostenlos im Internet zur Verfügung gestellt wurde.
Zuletzt wurde bekannt gegeben, dass die Band am 26. Dezember 2013 ein Konzert für den ehemaligen Manager Thomas Lechner in Augsburg  veranstalten wird. Die verfügbaren Karten waren innerhalb kurzer Zeit ausverkauft. Eine Neuauflage der Band ist allerdings nicht geplant, es handelt sich um einen einmaligen Auftritt.

## Diskografie

### Alben
- 2003: Nova International
- 2005: One And One Is One
- 2006: Nova International and Friends

### EPs
- 1998: Star
- 1999: 2
- 2002: Kill Your Stereo

### Singles
- 2002: One Decision / Grand Prix
- 2003: Favourite Girl
- 2003: Star